# Liste des archevêques de Hambourg
Pour un article plus général, voir Archidiocèse de Hambourg.
Voici la liste des évêques et archevêques qui se sont succédé sur le siège épiscopal de la ville de Hambourg.

## Moyen Âge
vers 789 : Willehad missionnaire évêque de Brême
- 789-838 : Willerich évêque de Brême
- 838-845 : Leuderich évêque de Brême
- 845-865 : Anschaire de Brême
- 865-888 : Rimbert 1er archevêque de Hambourg-Brême
- 888-909 : Adalgar
- 909-917 : Hoger
- 917-918 : Reginward
- 918-936 : Unni
- 937-988 : Adaldag
- 988-1013 : Libentius Ier
- 1013-1029 : Unwan
- 1029-1032 : Libentius II
- 1032-1035 : Hermann
- 1035-1043 : Bescelin
- 1043-1072 : Adalbert de Brême
- 1072-1101 : Liemar

## XXesiècle

### Archevêques métropolitains
- 24 octobre 1994 - 16 février 2002 : Ludwig Averkamp
- 22 novembre 2002 - 21 mars 2014 : Werner Thissen
- Depuis le 26 janvier 2015 : Stefan Heße[1]

## Source
- Adam de Brême Histoire des archevêques de Hambourg, Gallimard, Paris, 1998  (ISBN 2070744647).